# 彼得拉罗亚
彼得拉罗亚（義大利語：Pietraroja）是意大利贝内文托省的一个市镇。总面积35.6平方公里，人口612人，人口密度17.2人/平方公里（2009年）。ISTAT代码为062051。